# Bahnbetriebswerk Schwerin

Unmaßstäbliches Gleisbild des Bw Schwerin (1939)

Das Bahnbetriebswerk Schwerin (kurz Bw Schwerin), zwischen 1994 und 1998 als Betriebshof Schwerin (kurz Bh Schwerin) bezeichnet, diente der Wartung, Reparatur und Bereithaltung von Lokomotiven und Triebwagen, die in Schwerin beheimatet waren. Es wurde 1926 eröffnet und im Zuge der Rationalisierungswelle bei der Deutschen Bahn zur Jahrtausendwende hin geschlossen. Einige Jahre später übernahmen die Mecklenburgischen Eisenbahnfreunde Schwerin das Gelände und richteten dort das Mecklenburgische Eisenbahn- und Technikmuseum ein.
Die verbliebenen Teile des ehemaligen Bahnbetriebswerkes (ehemalige Wagenwerkstatt, Schornstein, Lokschuppen mit Drehscheibe und Wasserturm) sind in der amtlichen Baudenkmalliste von Schwerin eingetragen.

## Geschichte
Vor Inbetriebnahme des Bw Schwerin im Jahre 1926 bestand an gleicher Stelle eine Hauptwerkstätte für Lokomotiven und Waggons. Sie wurde 1847 mit Eröffnung der Eisenbahnstrecke Hagenow-Schwerin von der privaten Mecklenburgischen Eisenbahngesellschaft eingerichtet und bis 1851 fertiggestellt.
Neben der Hauptwerkstätte in Schwerin gab es Lokomotivstationen in Hagenow, Kleinen, Wismar, Rostock, Bützow und Güstrow. Dort konnten lediglich die Wasser- und Kohlevorräte der Lokomotiven ergänzt werden. Sie waren der Hauptwerkstätte unterstellt und wurden später teilweise ebenfalls in eigenständige Bahnbetriebswerke umgewandelt.
Mitte der 1870er Jahre gehörten neben einer Schmiede, Schlosserei, Lackiererei und einem Lager eine Dreherei, eine Kupfer- und Federschmiede, Stangenschmiede zur Werkstätte. Aufgrund der beengten Platzverhältnisse wurde das Werk 1908 erweitert.
Im Jahre 1924 ging die mecklenburgische Landeseisenbahn in die Deutsche Reichsbahn-Gesellschaft über. Anschließend erfolgte eine Neuregelung des Werkstättenwesens, die einen erheblichen Personalabbau in der Schweriner Werkstätte zur Folge hatte. 1926 wurde die Werkstätte in ein Bahnbetriebswerk umgewandelt. Zu dieser Zeit gehörten ein 14-gleisiger Ringlokschuppen, zwei Kohlebansen sowie ein Triebwagen- und Werkstattschuppen zum Werk.
Nach der Wende verlor das Bw Schwerin zunehmend an Bedeutung und wurde deshalb in den nächsten Jahren schrittweise verkleinert. Zum 1. Januar 1999 übernahm die DB Regio AG den Betriebshof Schwerin und schloss Ende 1999 die Werkstatt. Am 30. Juni 2001 endete dann auch der Fahrzeugeinsatz. Die Anlagen wurden daraufhin von den Mecklenburgischen Eisenbahnfreunden übernommen, um dort ein Eisenbahn- und Technikmuseum zu betreiben.
Ein Großbrand zerstörte am 21. Juli 2023 Teile des Museums sowie zahlreiche Exponate, darunter Stellwerks- und Fernmeldetechnik, eine Modellbahnanlage und das Archiv. Die Feuerwehr konnte jedoch die große Fahrzeughalle und die dort untergebrachten Lokomotiven retten. Als Brandursache wurde ein technischer Defekt an einer Waschmaschine ermittelt. Der Verein entschied sich kurze Zeit später für den Wiederaufbau und begann mit der Schadensbeseitigung. Zahlreiche Spendeneinnahmen und Gelder von der Versicherung ermöglichten unter anderem die Wiederherstellung des Fahrzeughallendaches bis September 2024. In den nächsten Jahren soll nun der vom Brand völlig zerstörte Teil des Museums wieder aufgebaut werden.

## Lokomotivbestand
1847 wurden zunächst 3 Lokomotiven mit der Achsfolge 1A1 in Schwerin beheimatet. In den 1850er und 1860er Jahren kamen dann weitere Lokomotiven der Bauart 1B und B1 hinzu.
Ab den 1880er Jahren wurden Preußische P 2 in den Bestand aufgenommen und um die Jahrhundertwende kamen noch einige Lokomotiven der Gattung P 3.1 und T 3 nach Schwerin. Für das Jahr 1905 waren insgesamt 62 Lokomotiven in Schwerin stationiert. Längere Lokomotiven (wie etwa die P 4.2 oder die P 8) aus dem Jahre 1914 kamen dagegen nicht nach Schwerin, da die bestehende Drehscheibe zu klein war und in Schwerin zu dieser Zeit keine Schnellzüge eingesetzt wurden.
Mit Beginn der Reichsbahnzeit und der Eröffnung des Bahnbetriebswerkes änderte sich der Lokomotivbestand in Schwerin. So wurden nun auch größere Lokomotiven, wie beispielsweise die P 4.2, dort stationiert. Zudem gehörten bald auch Einheitslokomotiven, vertreten durch die Baureihe 24 und Baureihe 64, zum Bestand. Für das Jahr 1940 lässt sich folgender Lokomotivbestand nachweisen:
- Baureihe 1710–11 (3 Stück)
- Baureihe 24 (5 Stück)
- Baureihe 3810–40 (11 Stück)
- Baureihe 5516–22 (3 Stück)
- Baureihe 562–8 (3 Stück)
- Baureihe 5620–29 (6 Stück)
- Baureihe 64 (5 Stück)
- Baureihe 900–2 (1 Stück)
- Baureihe 903–18 (1 Stück)

Während des Zweiten Weltkrieges wandelte sich der Lokomotivbestand im Bahnbetriebswerk erneut. So kamen viele schwere Güterzuglokomotiven (Baureihe 44, Baureihe 50 und Baureihe 52) aus dem Osteinsatz nach Schwerin. Sie wurden mangels Brennstoff und Ersatzteile jedoch kalt abgestellt und erst zwischen 1946 und 1947 wieder in andere Bahnbetriebswerke verlegt.
Zu Beginn der innerdeutschen Teilung veränderten sich die Verkehrsströme auf den Bahnstrecken. Schwerin befand sich nun an einer wichtigen Nord-Süd-Verbindung. Gleichzeitig waren für den Aufbau des sozialistischen Staates hohe Transportleistungen notwendig. Der Lokomotivbestand wurde entsprechend den neuen Anforderungen angepasst. So kamen in den 1950er Jahren die Baureihen 2310, 41 und 50 sowie 50.40 nach Schwerin.
In den 1960er Jahren wurde dann im Zuge des Traktionswandels damit begonnen, sämtliche Dampflokomotiven durch Diesellokomotiven zu ersetzen. Zu den neuen Diesellokomotiven im Bw Schwerin gehörten 1962 zunächst Rangierlokomotiven der Baureihen V 15 und V 6010. Die schnelle Umstellung der Traktionsart führte zu Engpässen in der Instandhaltung. 1968 und 1969 wurden daher Triebfahrzeugschlosser (Diesel) im Raw Wittenberge in nur je 18 Monaten ausgebildet, um die Instandhaltungslücke zu schließen. Diese Diesellokschlosser waren anschließend vom Wehrdienst bei der NVA mehrere Jahre freigestellt, wurden dann aber doch mit 25 Jahren zur Armee gezogen. In den 1970er Jahren kamen dann auch größere Diesellokomotiven (Baureihe V 100, Baureihe V 180, Baureihe V 200 oder die Baureihe 130) hinzu.
1970 waren noch insgesamt 289 Dampflokomotiven im Bw Schwerin beheimatet. Folgende Baureihen gehörten zum Bestand:
- Baureihe 012 (2 Stück)
- Baureihe 032 (5 Stück)
- Baureihe 35 (17 Stück)
- Baureihe 381 (2 Stück)
- Baureihe 41 (9 Stück)
- Baureihe 441 (2 Stück)
- Baureihe 501 (33 Stück)
- Baureihe 5035 (26 Stück)
- Baureihe 5040 (85 Stück)
- Baureihe 521 (2 Stück)
- Baureihe 57 (14 Stück)
- Baureihe 64 (21 Stück)
- Baureihe 9119 (2 Stück)
- Baureihe 938 (4 Stück)
- Baureihe 931 (2 Stück)
- Baureihe 941 (3 Stück)
- Baureihe 99 (12 Stück)
- Baureihe 01.0 Öl (17 Stück)
- Baureihe 44.0 Öl (14 Stück)
- Baureihe 50.0 Öl (16 Stück)

Mit der Stationierung der Baureihe 132 im Jahre 1975 konnte der Traktionswandel abgeschlossen werden. Das Bw Schwerin war damit die zweite Einsatzstelle im Bezirk der Reichsbahndirektion Schwerin, die dampffrei war. Ab 1981 trafen Diesellokomotiven der Baureihe 119 in Schwerin ein und ersetzten bis 1987 die die Baureihe 118.

## Einsatzstellen
Zum Bahnbetriebswerk Schwerin gehörten nach dem Zweiten Weltkrieg insgesamt drei Einsatzstellen. Am 15. November 1945 kam zuerst der Lokbahnhof Bad Kleinen zum Bw. Die beiden ehemaligen Bahnbetriebswerke Hagenow Land und Wismar wurden dagegen erst am 1. Dezember 1993 dem Bw Schwerin unterstellt.

Gleisbild Bahnhof und Lokstation Rehna (1940)
Gleisbild Lokbahnhof Bad Kleinen (1940)
Gleisbild Lokbahnhof Dömitz (1940)

## Leiter der Dienststelle
- 1968 bis 1980  Heinz Serfass (1935–2015), ab 1980 Verwaltungsleiter Maschinenwirtschaft in der Rbd Schwerin
- 1980 bis       Werner Semkat (vormals Bw Hagenow)
- 1985           Klaus Schoknecht (vormals Bw Rostock)
- Wolfgang Krull